# Раджабов, Адиз
 Адиз Раджабов (узб. Adiz Radjabov, Адиз Раджабов; род. 6 января 1984, Бухара) — узбекский актёр.
Адиз Раджабов начал свою карьеру в искусстве в 2005 году. В кино Раджабов дебютировал в 2007 году в фильмах «Волки» и «Суперневестка», после чего снялся во многих сериалах и фильмах.

## Биография
Адиз Раджабов родился 6 января 1984 года в Бухаре (Узбекская ССР). После окончания средней школы, поступил в Ташкентский государственный театрально-художественный институт им. Маннон Уйгур, который окончил в 2005 году. С 2005 года до настоящего времени является актёром труппы Узбекфильм. В фильме «Нохотки сен» он впервые играет дебютную роль главного героя. В 2006 году набирает обороты фильм режиссёра Сахиб Аббасхана «Сен мени севасанми», который принесет Раджабову большое признание. В 2007 году Раджабов воплотил отрицательного персонажа в фильме «Волки», эта роль принесла ему большую известность. В 2008 году создал образ Сардара, одного из главных героев фильма «Суперневеста» режиссёра Бахрома Якубова. 2014 году режиссёр Дилмурод Масагатов появится в фильме «Геолог». В 2018 году Раджабов снялся в фильме «Тополек мой в красной косынке», снятом совместно с Кыргызстаном и Узбекистаном, и этот фильм получил его признание. В 2019 году Японские кинематографисты снимут в Узбекистане фильм «Конец путешествия, начало мира». В этом фильме Раджабов играет одного из главных героев. В 2020 году Раджабов снимется в историческом фильме «Мукими». Раджабов снялся более чем в 35 фильмах и сериалах. Раджабов работает актёром в театре «Дийдор» с 2016 года.

## Фильмография
Ниже в хронологическом порядке-упорядоченный список фильмов в которых Адиз Раджабов появился.
| Год  | Pyсскoe название               | Роль    | Источники |
| ---- | ------------------------------ | ------- | --------- |
| 2006 | Ты любишь меня                 | Еркин   |           |
| 2007 | Волки                          |         | [ 12 ]    |
| 2008 | Суперневестка                  | Сардор  |           |
| 2009 | От себя к себе                 |         |           |
| 2009 | Ичкуйов                        | Елёр    |           |
| 2009 | Поймапой                       | Шохрух  |           |
| 2009 | Похититель моей души           | Кобул   |           |
| 2009 | Укубат                         | Ахмат   |           |
| 2010 | 24 часа                        | Санжар  |           |
| 2010 | Глаз сердца                    |         |           |
| 2010 | Летающая девушка               |         | [ 13 ]    |
| 2010 | Грустное приключение           |         |           |
| 2010 | След, оставленный динозавром   | Джамшид |           |
| 2011 | Висол                          | Шухрат  |           |
| 2011 | Сумасшедший ангел              |         |           |
| 2012 | Афган                          | Аскар   |           |
| 2012 | Эй, эй, девчонка               |         |           |
| 2012 | Угнетение                      |         |           |
| 2012 | Мир                            |         |           |
| 2012 | Мы в вашем распоряжении, брат  |         |           |
| 2012 | Привет любовь, пока любовь     |         |           |
| 2012 | Судьбы                         | Ахрор   |           |
| 2013 | Мое ожерелье                   | Саидбек |           |
| 2013 | Фарзандим                      |         |           |
| 2013 | Лайлойимсан                    |         |           |
| 2013 | Туклига шухлик                 | Алишер  |           |
| 2013 | Папагандмус                    | Равшан  |           |
| 2014 | Кечир Фрзандим                 |         | [ 14 ]    |
| 2014 | Геолог: Сильнее смерти         |         | [ 15 ]    |
| 2015 | Дорога в Устюрт                |         |           |
| 2015 | Хаёда                          |         |           |
| 2017 | Хамрох                         |         |           |
| 2017 | Дать землю, дать жизнь 2       |         |           |
| 2017 | О, Салима, Салима!             |         |           |
| 2017 | Вихрь лжи                      |         |           |
| 2018 | Тополек мой в красной косынке  |         | [ 16 ]    |
| 2019 | Конец путешествия, начало мира | Темир   |           |
| 2019 | Ота рози                       | Сухроб  |           |
| 2020 | Мукими                         |         |           |

### Роли в телесериалах
| Год  | Pyсскoe название                 | Ref |
| ---- | -------------------------------- | --- |
| 2015 | Отель                            |     |
| 2016 | Содат                            |     |
| 2017 | Отель 2                          |     |
| 2019 | Мои дни не могут пройти без тебя |     |
| 2022 | Черный ящик                      |     |

### Спектакли
| Спектакли      | Роль       |
| -------------- | ---------- |
| Звёздные ночи  | Бабур      |
| Аршин мал алан | Сулаймон   |
| Моно Лок       | Абдурахмон |